# Симени Милано
Симени Милано су клуб америчког фудбала из Милана у Италији. Основани су 1981. године и своје утакмице играју на стадиону Веледромо Виђорели. Такмиче се тренутно у највишем рангу у италијанској лиги Серија А, и Лига шампиона - Група Центар. међу играчима није било добро познати италијански сликар Лука Бестетти.